# Benoît Poulain
Pour les articles homonymes, voir Poulain (homonymie).
Benoît Poulain, né le 24 juillet 1987 à Montpellier, est un footballeur français. Il évolue au poste de défenseur central.
Durant sa jeunesse, il évolue dans plusieurs clubs de la région languedocienne : il intègre notamment le centre de formation du Montpellier HSC, qu'il quitte en 2002. Il est ensuite repéré en 2003 par le Nîmes Olympique avec lequel il continue sa formation avant de débuter en équipe première en 2006, puis au niveau professionnel en 2008 où il participe à la montée du club gardois en Ligue 2.
Il quitte le club en 2014 après avoir refusé une prolongation de contrat et s'engage librement avec le KV Courtrai. Il rejoint ensuite le Club de Bruges en 2016.

## Biographie
Il commence le football à l'âge de cinq ans avec le club local de la ville de son enfance, l'ES Pérols. Il rejoint ensuite le Montpellier HSC à douze ans. Trois ans plus tard, il rejoint le club de l'AS Lattes.
À 19 ans, Benoît Poulain joue son premier match avec l'équipe première et connaît sa première titularisation le 11 novembre 2006 contre le SO Romorantin, match comptant pour la quatorzième journée du championnat National.
Il joue ses premiers matchs en Ligue 2 avec la formation gardoise lors de la saison 2008-2009.
Lors de la saison 2010-2011, il est nommé capitaine du Nîmes Olympique. De retour en Ligue 2 en saison 2012-2013, il est un titulaire indiscutable de la défense nîmoise et contribue à la huitième place des promus nîmois.
En juin 2014, Benoît Poulain signe avec le KV Courtrai, équipe qui évolue dans le championnat belge. Son contrat au club le lie jusqu'en juin 2016. Il change son numéro 18 porté à Nîmes, en 6.
En janvier 2016, il se lie pour 3,5 ans au Club de Bruges.
Le 10 juillet 2019, Poulain signe au Kayserispor. Le 3 janvier 2020, le club Kayserispor et Benoît Poulain résilient à l'amiable le contrat qui les liaient.
Le 19 juillet 2020, il revient en Belgique et s'engage pour 2 saisons avec KAS Eupen.
Libre depuis la fin de son contrat avec KAS Eupen (Belgique), il a signé le 14 juillet 2022 un contrat d'un an avec option pour une saison supplémentaire avec Nîmes Olympique .

## Statistiques
| Saison                | Club                  | Championnat           | Championnat | Championnat | Coupe nationale | Coupe nationale | Coupe de la Ligue | Coupe de la Ligue | Compétition(s) continentale(s) | Compétition(s) continentale(s) | Compétition(s) continentale(s) | Total | Total |
| Saison                | Club                  | Division              | M.          | B.          | M.              | B.              | M.                | B.                | Comp.                          | M.                             | B.                             | M.    | B.    |
| 2006-2007             | Nîmes Olympique       | National              | 11          | 0           | 4               | 0               | -                 | -                 | -                              | -                              | -                              | 15    | 0     |
| 2007-2008             | Nîmes Olympique       | National              | 25          | 1           | 3               | 0               | -                 | -                 | -                              | -                              | -                              | 28    | 1     |
| 2008-2009             | Nîmes Olympique       | Ligue 2               | 20          | 0           | 1               | 0               | -                 | -                 | -                              | -                              | -                              | 21    | 0     |
| 2009-2010             | Nîmes Olympique       | Ligue 2               | 32          | 0           | 2               | 0               | 2                 | 0                 | -                              | -                              | -                              | 36    | 0     |
| 2010-2011             | Nîmes Olympique       | Ligue 2               | 29          | 1           | 4               | 0               | 2                 | 0                 | -                              | -                              | -                              | 35    | 1     |
| 2011-2012             | Nîmes Olympique       | National              | 32          | 2           | 2               | 0               | 1                 | 0                 | -                              | -                              | -                              | 35    | 2     |
| 2012-2013             | Nîmes Olympique       | Ligue 2               | 35          | 0           | 3               | 0               | 1                 | 0                 | -                              | -                              | -                              | 39    | 0     |
| 2013-2014             | Nîmes Olympique       | Ligue 2               | 29          | 1           | 1               | 0               | 0                 | 0                 | -                              | -                              | -                              | 30    | 1     |
| 2014-2015             | KV Courtrai           | Division 1            | 26          | 2           | 2               | 0               | -                 | -                 | -                              | -                              | -                              | 28    | 2     |
| 2015-2016             | KV Courtrai           | Division 1            | 19          | 0           | 3               | 1               | -                 | -                 | -                              | -                              | -                              | 22    | 1     |
| 2015-2016             | Club Bruges KV        | Division 1            | 7           | 0           | 1               | 0               | -                 | -                 | -                              | -                              | -                              | 8     | 0     |
| 2016-2017             | Club Bruges KV        | Division 1A           | 20          | 0           | 2               | 0               | -                 | -                 | C1                             | 5                              | 0                              | 27    | 0     |
| 2017-2018             | Club Bruges KV        | Division 1A           | 18          | 1           | 2               | 0               | -                 | -                 | -                              | -                              | -                              | 20    | 1     |
| 2018-2019             | Club Bruges KV        | Division 1A           | 24          | 1           | 0               | 0               | -                 | -                 | C1+C3                          | 6+2                            | 0                              | 32    | 1     |
| 2019-2020             | Kayserispor           | Süper Lig             | 14          | 1           | 0               | 0               | -                 | -                 | -                              | -                              | -                              | 14    | 1     |
| 2020-2021             | KAS Eupen             | Division 1A           | 14          | 0           | 0               | 0               | -                 | -                 | -                              | -                              | -                              | 14    | 0     |
| Total sur la carrière | Total sur la carrière | Total sur la carrière | 355         | 10          | 25              | 0               | 6                 | 0                 | -                              | 13                             | 0                              | 399   | 10    |

## Palmarès
- Nîmes Olympique
  - Champion de France de National en 2012
- Club Bruges KV
  - Championnat de Belgique
    - Champion : 2016 et 2018
    - Vice-champion : 2017

  - Supercoupe de Belgique
    - Vainqueur : 2016